# Губитак Кине
Губитак Кине (енгл. Loss of China) је израз који се који се користио у САД током првих деценија Хладног рата, односно који се користи код дела данашњих историчара, а како би се описала победа Мао Цедунгових комуниста у Кинеском грађанском рату и оснивање НР Кине 1949. године, и последице тих догађаја на спољашњу и унутрашњу политику САД. Под „губитком“ се подразумевало прелажење Кине као најмногољудније и као такве изузетно стратешки важне државе у комунистички Источни блок, као и пораз кинеских националиста под Чанг Кај Шеком чији је режим, познат као Република Кина, САД подржавале пре, за време и после Другог светског рата и сматрао својим кључним савезником у Азији. Ти су се догађаји збили за време мандата Харија Трумана из Демократске странке, а први који су користили тај израз били су његови критичари из Републиканске странке, међу којима се посебно истицао Џозеф Макарти. Према њиховом мишљењу, победа комуниста и прелаз Кине у Источни блок је била резултат криминалне неспособности Труманове администрације, а посебно Стејт департмента, који је, према Макартију и његовим присталицама, врвио од совјетских „кртица“ и комунистичких симпатизера, који су успели спречити САД да помогне свом савезнику. Такве оптужбе, којима је додатну актуелност дало избијање Корејског рата и интервенција кинеских комуниста против америчких трупа, су биле један од најважнијих елемената макартистичких прогона. Теза о „губитку Кине“ је значајно утицала на касније америчке администрације који су упорно настојали избећи да им се догоди оно што се догодило Труману; то се посебно истицало код Линдона Џонсона који је 1960-их инсистирао на наставку све непопуларнијег Вијетнамског рата.